# قورو كفتة
قورو كُفتة أو كُفتة جافة هي كرات لحم تركية بالبقسماط، وعادة ما تكون لحم ضأن مفروم أو مخلوط مع لحم خروف أو اللحم البقري أو الدجاج ممزوجًا بالبيض والثوم والأعشاب (البقدونس والشبت والزعتر) والتوابل والملح المتجانس لتشكيل بعض الكرات، ملفوفة على بقسماط أو دقيق ومقلي بالزيت الساخن.